# Musiri
Musiri es una ciudad y nagar Panchayat situada en el distrito de Tiruchirappalli en el estado de Tamil Nadu (India). Su población es de 28727 habitantes (2011). Se encuentra a orillas del río Kaveri, a 37 km de Tiruchirappalli y 99 km de Erode.

## Demografía
Según el censo de 2011 la población de Musiri era de 28727 habitantes, de los cuales 14094 eran hombres y 14633 eran mujeres. Musiri tiene una tasa media de alfabetización del 86,28%, superior a la media estatal del 80,09%: la alfabetización masculina es del 92,34%, y la alfabetización femenina del 80,47%.